# Werner Gross (Kunsthistoriker)
Werner Gross (* 25. November 1901 in Stuttgart; † 28. Januar 1982 in Gräfelfing bei München) war ein deutscher Kunsthistoriker.

## Leben
Gross studierte in Jena, Freiburg, Stuttgart (TH), Leipzig (u. a. bei Wilhelm Pinder) und München Kunstgeschichte. Er war von 1937 bis 1943 Assistent von Theodor Hetzer an der Universität Leipzig. Es folgte eine Lehrstuhlvertretung in Jena. Als Professor für Kunstgeschichte lehrte er von 1947 bis 1965 an der Ludwig-Maximilians-Universität München. Sein Forschungsschwerpunkt lag bei der Architektur des Mittelalters.
Gross starb am 28. Januar 1982 in Gräfelfing bei München.

## Bedeutung
Sein Arbeitsschwerpunkt waren die mittelalterliche Architektur und ihre Bezüge zu Antike und Neuzeit. Sein 1948 erschienenes Hauptwerk „Die abendländische Architektur um 1300“ ist ein Standardwerk der kunsthistorischen Literatur.
Bei den Analysen von Werner Gross steht das Einzelwerk im Mittelpunkt. Die Einordnung in das Gesamtbild der Kunstgeschichte ist bei ihm ein wesentliches Mittel, die Individualität eines Kunstwerkes näher zu bestimmen. An die Stelle eines Begriffspositivismus tritt das Evidente, die Intelligenz des Auges. Der Vergleich ist das Grundprinzip seiner Forschung wie auch seiner Argumentation. Für Gross ist das Vergleichen ein Instrument, durch die Dialektik von Ähnlichkeit und Gegensatz das Unwiederholbare der schöpferischen Leistung, das Individuelle evident zu machen.
In den Schriften wird die besondere Sorgfalt deutlich, die Gross der Sprache, insbesondere der Wahl des treffenden Begriffes, beimisst. Er betrachtet die Sprache und ihre Begriffe als eine Formenwelt unseres Denkens, die neben derjenigen der Kunstwerke besteht und vom Interpreten in eine Wechselbeziehung gebracht werden muss: Es ist nicht nur die Suche nach dem treffenden Begriff, sondern auch eine Interpretation der Begriffe durch die Anschauung der Kunstwerke, die besonders seine schriftlichen Ausarbeitungen so präzise und besonders macht.

## Publikationen
Gross’ Hauptwerk ist „Die abendländische Architektur um 1300“, 1948.
Weitere Publikationen sind:
- „Die Hochgotik im Deutschen Kirchenbau, Der Stilwandel um das Jahr 1250“, im Auszug publiziert im Marburger Jahrbuch für Kunstwissenschaft, 1933
- Der Band „Gotik“ in der Reihe „Epochen der Architektur“,  1969
- „Die Mittelalterlichkeit der gotischen Kathedrale“ in der Festschrift Pinder, 1938
- „Zur Bedeutung des Räumlichen in der mittelalterlichen Architektur“, in: Beiträge zur Kunst des Mittelalters, 1950
- „Die Reutlinger Marienkirche als Stadtkirche“, in: Schwäbische Heimat, 1952
- „Anton Bruckner und der Barock“, Versuch einer vergleichenden Kunstbetrachtung, Festschrift für Kurt Badt, 1961
- „Mitteldeutsche Chorfassaden um 1400“, in: Kunst des Mittelalters in Sachsen, Weimar 1967
- „Überlegungen zum Raumcharakter der mittelalterlichen Architektur“, Festschrift für Kurt Badt, 1970
- Artikel über die Gotik in Deutschland in der Propyläen Kunstgeschichte